# O tempora, o mores
O tempora, o mores (latin för o tider, o seder) är ett gammalt latinskt talesätt, genom vilket man beklagar sedernas förfall. Uttrycket härstammar från Cicero, närmare bestämt från dennes första tal mot Catilina, som börjar med den berömda frågan Quousque tandem abutere, Catilina, patientia nostra?.